# Južna Koreja
Južna Koreja (službeno Republika Koreja, ko. 대한민국; Daehan Minguk) je država u Istočnoj Aziji. Zauzima južni dio Korejskog poluotoka, a nastala je u doba hladnog rata kada je poluotok podijeljen na komunistički sjever i kapitalistički jug. Ima kopnenu granicu samo sa Sjevernom Korejom. Izlazi na Japansko (ili Istočno) more na istoku, Istočno kinesko more na jugu i Žuto more na zapadu. Ima 2413 km morske obale. Službeno pismo je Hangul (ko.한글), koje je stvorio kralj Sejong Veliki 1443. godine.

## Povijest
Na prostoru Korejskog poluotoka su u 2. st. nakon Krista nastala kraljevstva Silla, Baekje (ili Paekche) i Koguryo. Od njih su Silla i Baekje bili na prostoru današnje Južne Koreje. U Koreji jača kineski kulturni utjecaj, ali su Korejci ipak sačuvali svoj identitet. Država Silla je u 7. st. priključila ostala kraljevstva i ujedinila poluotok. Država Silla se raspala u 9. st., a u 10. st. general Wang Kon osnovao je državu Goryeo (Koryo). U 13. st. Korejom su vladali Mongoli.
Godine 1392. general Seong-gye Yi osnovao je državu Joseon (Choson). On je osnivač dinastije Yi koja je u Koreji vladala do 20. st. Krajem 16. st. Koreju su napali Japanci, ali ju nisu uspjeli osvojiti. 1627. su ju osvojili Kinezi kojima je vladala mandžurijska dinastija. Kraljevstvo Joseon ostaje samostalno, ali priznaje kinesku vrhovnu vlast i Koreja dolazi pod jak kineski utjecaj. Koreja je uvela politiku izolacionizma i ostala zatvorena stranim utjecajima. 1866. su Francuzi napali Koreju s ciljem uspostave trgovačkih kolonija, ali su poraženi i Koreja se vratila izolacionizmu. 1871. su SAD napale Koreju s istim ciljem. 1876. su Japanci prisilili Koreju da im otvori tri luke za trgovinu i time se konačno prekida izolacionizam.
Godine 1893. izbio je Japansko-kineski rat u kojem je Kina poražena i morala priznati nezavisnost Koreje koja je proglašena uz pomoć Japana. Koreja se od 1897. naziva Korejsko Carstvo i na vlasti je dinastija Joseon (ko. 대조선국 - Daejoseongug). Utjecaj Japana sve više raste. Koreja je 1905. postala japanski protektorat, a 1910. je formalno priključena Japanu. Koreja je ostala japanska do 2. svjetskog rata i trpjela jako gospodarsko iskorištavanje.
Na kraju Drugog svjetskoga rata sovjetske su snage zauzele sjever Koreje, a američke jug. Saveznici su na Konferenciji u Kairu odlučili da Koreja mora postati samostalna država koja je proglašena 1948. Na sjeveru koji je pod sovjetskim utjecajem nije priznata ta država, nego je proglašena Demokratska Narodna Republika Koreja. 1950. je Sjeverna Koreja napala Južnu i izbio je Korejski rat u koji su se uplele SAD, SSSR i Kina. Sjeverna Koreja je u početku imala uspjeha i zauzela gotovo cijelu Južnu Koreju (osim Busana s okolicom). Nakon toga se SAD jače uključuju u rat (iskrcavanje kod Inchona), protjeruju snage Sjeverne Koreje s gotovo cijelog poluotoka i izbijaju na kinesku granicu. Nakon toga se u rat uključuje Kina i osvaja teritorije na sjeveru. 1953. je proglašeno primirje kojim su uspostavljene dvije korejske države i njihova granica na 38. paraleli.
Južna Koreja je u ratu pretrpjela velike štete i gospodarstvo je bilo gotovo uništeno. Predsjednik Syngman Rhee je uveo diktaturu i proganjao sve protivnike, te je postao vrlo nepopularan u narodu. Godine 1960. je došlo do masovnih demonstracija u kojima je srušena njegova vlast (Travanjska revolucija). Proglašena je tzv. Druga republika i na vlast je došao Heo Jeong. Godine 1961. je general Park Chung-hee izveo državni udar, ukinuo Drugu republiku i uveo vojnu diktaturu. Tijekom njegove vlasti su uvedene gospodarske reforme i masovna industrijalizacija, te je postignut vrlo brz gospodarski rast i modernizacija zemlje, ali i smanjenja demokratska prava. 
Godine 1967. ukinuta je vojna diktatura, uvedena Treća republika i održani izbori na kojima je pobijedio Park Chung-hee, te postao izabrani predsjednik. On je ubijen 1979. godine, te ga je zamijenio potpredsjednik Choi Kyu-hah, a nakon njega general Jeon Du-hwan. Tokom vlasti generala je došlo do više promjena ustava. Do ograničene demokratizacije je došlo 1987. kad je izabran predsjednik Roh Tae-woo. 1988. je Seul bio domaćin Olimpijskih igara. Godine 1991. potpisan je ugovor o zbližavanju dviju Koreja s težištem na pomirenju, nenapadanju i suradnji. Poboljšanje odnosa sa Sjevernom Korejom tada je postignuto, te su obje zemlje primljene u UN. 
Unatoč tome između dviju država još uvijek nije došlo do ozbiljnog zbližavanja, a nerijetke su i napetosti uz povremene pogranične oružane incidente. Diplomatski odnosi s Kinom uspostavljeni su 1992. Prvi civilni predsjednik je bio Kim Young-sam (1993. – 1998.). On je oslobodio političke zatvorenike. Kasniji predsjednici Kim Dae-jung  (1998. – 2003.) i Roh Moo-hyun (2003. – 2008.) vodili su politiku zatopljavanja odnosa prema Sjevernoj Koreji. Godine 2002. zajedno s Japanom je organizirala Svjetsko nogometno prvenstvo. 2004. je prvi put do tada vladajuća stranka izgubila vlast. Novi predsjednik Lee Myung-bak (2008. – 2013.) ponovo je zaoštrio odnose prema Sjevernoj Koreji. Bivši predsjednik Roh Moo-hyun je optužen za korupciju, te se 2009. ubio. Park Geun-hye postala je prva žena na čelu Južne Koreje, 25. veljače 2013. godine. Zbog njezine uključenosti u korupcijski skandal, od kraja listopada 2016. godine je u Seoulu bilo više masovnih prosvjeda, a u prosincu 2016. u parlamentu joj je izglasan opoziv (u ožujku 2017. Ustavni sud uklonio ju je s položaja). Predsjedničke je ovlasti privremeno preuzeo premijer Hwang Kyo-ahn. Na predsjedničkim izborima u svibnju 2017. pobijedio je Moon Jae-in.

## Zemljopis
| Opća karta |  | Topografska karta |  | Rijeke poluotoka |
| Opća karta |  | Topografska karta |  | Rijeke poluotoka |

Republika Koreja (ili uobičajeno Južna Koreja) pretežno je planinska zemlja, u kojoj nizine zauzimaju manje od trećine ukupne površine. U osnovi mogu se razlučiti tri glavne geografske cjeline. Najveći dio zemlje u središnjim i istočnim područjima zauzimaju gorski sustavi prekambrijske starosti građeni većinom od granita i gnajseva. Uglavnom su niski i ne prelaze 2000 m. Duž istočnoga priobalja u dužini od 500-tinjak km pruža se Taebaek, gorski niz čiji krajnji ogranci dopiru u Sjevernu Koreju. Prosječno visoko oko 1000 m, a najviši dijelovi jedva premašuju 1700 m (Seo-rak 1708 m). Prema istoku spušta se strmo oblikujući vrlo usko priobalje Japanskog (ili Istočnog) mora, a prema zapadu padine su znatno blaže. Gorje je izvorište više velikih korejskih rijeka i glavna razvodnica Japanskog i Žutog mora. Od Taebaeka se prema jugozapadu pruža nekoliko izdvojenih gorskih nizova. Najizraženiji je Sobaek koji se u obliku izduženog slova S pruža u duljini od oko 350 km dosežući na svojem jz dijelu 1915 m (Chiri-san), što je najviši vrh kopnenog dijela Južne Koreje. 
Drugu cjelinu čine nizinska područja u zapadnom priobalju, najnaseljeniji dio zemlje i najvažnije poljoprivredno područje. To je blago valovita ravnica koja se postupno uzdiže prema istoku, a raščlanjena je nešto višim brežuljcima. Ravnica uz južno primorje dosta je uža i još izrazitije ispresijecana brežuljkastim područjima. Najvažniji je dio ove cjeline prostrani bazen rijeke Naktong na jugoistoku. Istočna obala Južne Koreje strma je i slabo razvedena. Nasuprot tome, južna i zapadna obala izrazito su razvedene s oko 3000 otoka (većinom nenastanjenh), mnogim poluotocima, manjim i većim zaljevima od kojih su mnogi rijasi. Zbog takve razvedenosti i plitkoće Žutog mora, u zapadnom priobalju razlike plime i oseke vrlo su velike, ponegdje i do 9 m, a u područjima gdje je obala niska za plime se poplavljuju velike površine. oko 100 km južno od jugozapadnoga završetka poluotoka nalazi se vulkanski otok Jeju (1825 km2). Skrutnuti izljevi lave pravilno se uzdižu prema vrhu Halla-san, s 1950 m najvišem vrhu Južne Koreje. U krateru ugasla vulkana je jezero, a slikovito područje oko kratera proglašeno je nacionalnim parkom. Vulkanskog je podrijetla i otočić Ullung/Ulleung (75 km2) u Japanskom moru, od obale udaljen oko 130 km.
Klima Južne Koreje pod utjecajem je monsuna (što se odražava na količinu i godišnji raspored padalina) te okolnih mora i obližnje goleme kopnene mase azijskoga kontinenta. Općenito, zime su dosta hladne s malo padalina, a ljeta su topla, kišovita i mogu biti dosta sparna. Srednje siječanjske temperature u cijeloj su zemlji osim južnoga priobalja niže od 0 °C i kreći se od 2 °C na jugoistoku do -7 °C u sjevernoj unutrašnjosti. Ljetne temperature ujednačenije su, a srednja temperatura kolovoza, najtoplijeg mjeseca, je oko 25 °C. Godišnja količina padalina smanjuje se od juga (oko 1500 mm) prema sjeveru (oko 900 mm). Otok Jeju prima i do 1800 mm. Povezano s utjecajem ljetnog monsuna, više od polovice padalina padne od lipnja do kolovoza, a samo južna područja imaju ujednačeniju distribuciju. Zimski monsun sa sjeverozapada, prešavši preko Žutog mora, upije nešto vlage te donosi snježne padaline koje su najizrazitije u gorju Taebaek. U južnim područjima potkraj ljeta mogući su tropski cikloni (tajfuni) koji donose vrlo obilne padaline i uzrokuju poplave. 
U suptropskom južnom priobalju i na otoku Jeju prevladavaju šume vazdazelenih listićavaca. Drugdje prirodnu vegetaciju čine mješovite šume u kojima su najčešće vrste hrast, javor, jasen, bukva, kamelija, kamforovac, borovi, smreke i jele. Izvorne šume koje su nekad prekrivale više od 75 % površine u prošlosti su intenzivnim krčenjem u gusto naseljenoj zemlji (ogrjev, građevni materijal, obradive površine) svedene na male izdvojene površine. Mnoge od njih danas su pod zaštitom. Intenzivnim programima pošumljavanja u drugoj polovici XX. stoljeća šume su uvelike obnovljene i danas pokrivaju oko 60 % površine zemlje. 
Zbog geološke građe i dovoljne količine padalina riječna mreža dosta je razvijena. Zbog asimetričnog pružanja glavne razvodnice (gorja Taebaek) prema istoku (Japanskom moru) odvodnjava se vrlo malen udio površine, a tokovi su kratki. Dvije najveće korejske rijeke izviru u Taebaeku. Naktong (523 km) teče približno prema jugu, kod Pusana (Busana), glavne korejske luke se ulijeva u Korejski prolaz (Istočnokinesko more). S pritocima (Naesong/Naeseong, Panbyon/Panbjeon, Wi, Jumbo/Keumbo i dr.) odvodnjava približno četvrtinu površine zemlje. Plovna je oko 350 km od ušća, na njoj je izgrađeno nekoliko višenamjenskih brana. Rijeka Han (514 km) ima opći smjer toka prema zapadu, i nizvodno od Seoula se ulijeva u Žuto more. Plovna više od 300 km, važna je u vodoopskrbi (natapanje poljoprivr. površina, voda za piće i industr. potrebe), a u gornjem toku izgrađeno je više hidroelektrana. Najveći joj je pritok Pukhan, koji izvire u Sjevernoj Koreji. Ostale veće rijeke su: Somjin (ulijeva se u Korejski prolaz) i Kum/Keum (401 km, ulijeva se u Žuto more). Na svim velikim rijekama izgrađene su akumulacije koje su jedine veće jezerske površine.

## Stanovništvo
S 99 % Korejaca (pripadaju mongolskoj skupini naroda) spada među etnički najhomogenije zemlje svijeta. Najznačajnija manjina su Kinezi, a nakon uspješna gospodarskoga razvoja povećava se broj stranih radnika, većinom iz jugoistočne Azije, te poslovnih ljudi iz cijelog svijeta. Ipak, u golemoj masi od oko 51 milijuna stanovnika čine zanemarivu manjinu. Službeni jezik je korejski koji se piše posebnim korejskim pismom (fonetskim), a u Južnoj Koreji naziva se han’gul (hangul). U novinama i ostalim tiskovinama uz njega se koristi i određen broj kineskih znakova. 
S oko 490 st./km2 Južna Koreja jedna je od najgušće naseljenih zemalja svijeta (ne računajući “minijaturne” države). Pritom je došlo do izrazite polarizacije između velikih gradskih aglomeracija na zapadu i jugu zemlje kojima se stanovništvo i dalje povećava, i prostranih ruralnih područja u unutrašnjosti koja su rijetko naseljena i dalje gube stanovništvo, te imaju nepovoljnu dobnu strukturu. Danas u gradovima živi više od 80 % stanovništva, a u samo tri najveća gradska područja oko 30 %. Seul (Seoul, Soul) ima više od 10 milijuna st., a njegova grad. regija oko 21,5 milijuna st. Ostali veći gradovi: Busan (3,678.600 st., aglom. 4,6 mil.), Inch’on/Incheon (dio aglomeracije Seula, 2,580.800), Taegu/Daegu (2,566.500 st., aglomeracija 3,2 milijuna), Taejon/Daejeon (1,475.200 st., aglomeracija 1,9 mil.), Kwangju/Gwangju (1,416.900), Suwon (1,242.800), Koyang/Goyang (1,195.600), Seongnam (1,032.100) i dr. 
Sredinom 20. stoljeća porast stanovništva zbog visoke stope rodnosti bio je brz, a od 1950. do 1990. stanovništvo se udvostručilo. Ipak, od sredine 1960-ih, usporedno s prelaskom iz agrarnog i ruralno u industrijsko i urbano društvo došlo je do smanjenja rodnosti (tome je pridonijela i nacionalna kampanja planiranja obitelji koja se provodi od 1965.), a time i do usporavanja rasta stadnovništva i on danas iznosi oko 10 ‰ godišnje. Posljednjih godina stopa rodnosti kreće se od 12 do 13 ‰, a smrtnosti oko 6 ‰. 
Osim migracija selo–grad, značajno je useljenje nekoliko milijuna stanovnika neposredno nakon podjele na dvije korejske države 1948. godine. S druge strane, idućih desetljeća došlo je do emigracije Korejaca, najviše u Japan, SAD i Kanadu. Očekivano trajanje života 74 godina. Dobna struktura je povoljna, mlađih od 15 godina (21 %) triput je više nego starijih od 65 godina (7 %). 
Religijska struktura je složena i pomalo nejasna jer se mnogi stanovnici ne opredjeljuju za pripadnost nekoj vjeri, a u svojem življenju primjenjuju principe različitih religija ili filozofija. Kršćanstvo (uglavnom protestanti, nešto katolika) i budizam dvije su najzastupljenije religije. Od ostalih važnije su konfucijanizam, taoizam, autohtoni ch’ondo-gyo (kombinacija budizma i konfucijanizma), šamanizam. Obrazovna struktura je dobra, nepismenih je samo 2 – 3 %. 
Osnovno školovanje od šest godina i niža srednja škola (tri godine) su obvezni, a gotovo sva djeca nastavljaju i trogodišnju višu srednju školu. Snažna je svijest o važnosti obrazovanja, sve je veći udio visokoobrazovanih. Najprestižnija i najstarija sveučilišta su u glavnom gradu (najstarije osnovano 1885.), a postoje i u drugim velikim gradovima. Tri najprestižnija sveučilišta (tzv. SKY) su Seoul Nacionalno Sveučilište (Seoul National University), Sveučilište u Koreji (Korea University) i Sveučilište Yonsei (Yonsei University).

## Politika
Južna Koreja je višestranačka republika s jednim zakonodavnim domom. Na čelu države je predsjednik koji se bira na mandat od pet godina izravnim biranjem. Osim što je na čelu države i vojske, predsjednik predstavlja vrh izvršne vlasti, jer imenuje premijera kojega potvrđuje parlament.
Vlast je u Južnoj Koreji podijeljena na izvršnu, sudsku i zakonodavnu vlast. Izvršna i zakonodavna vlast rade na nacionalnoj razini, iako nekoliko ministara u izvršnoj vlasti radi na lokalnoj razini. Lokalna uprava ima poluautonomiju i sadržava izvršnu i zakonodavnu vlast. Sudska vlast radi i na nacionalnoj i na lokalnoj razini. Glavni tajnik UN-a bio je Korejac Ban Ki-moon, što je veliko priznanje Južnoj Koreji.
Hrvatske i Južna Koreja uspostavile su diplomatske odnose 18. studenog 1992. Veleposlanstvo Južne Koreje u Zagrebu otvoreno je u 12. prosinca 2005.

## Gospodarstvo
Od početka 1960-ih godina do danas Južna Koreja doživjela je spektakularan gospodarski rast koji ju je svrstao među tzv.”azijske tigrove”. Od pretežno agrarne zemlje čiji je dohodak po stanovniku bio usporediv sa siromašnim afričkim zemljama, izrasla je u snažnu industrijsku silu i jedno od 15 najvećih svjetskih gospodarstava. U prvim desetljećima nakon Drugog svjetskog rata gospodarstvom je upravljala država. Vlada je poticala uvoz sirovina i tehnologije umjesto potrošnih dobara i ohrabrivala štednju i investicije nasuprot potrošnje. U prvim planovima naglasak je bio na radnointenzivnim industrijama (posebice tekstilnoj) kako bi se zaposlilo rastuće stanovništvo. 
Od 1970-ih potpora države dana je crnoj i obojenoj metalurgiji, brodogradnji, kemijskoj industriji, a od 1980-ih automobilskoj, elektrotehničkoj i elektroničkoj industriji. Posebice su se poticale velike tvrtke i industrijski kompleksi. Uz nisku cijenu rada i potporu države ostvarivane su visoke stope rasta koje su u nekim godinama bile i dvoznamenkaste. Od 1980-ih postupno popušta središnje planiranje i utjecaj države, a sve se više uvode tržišni principi. Porast cijene rada učinila je neke industrije manje konkurentnima, ali je korejsko gospodarstvo i dalje među najuspješnijima u Aziji.  Azijska financijska kriza potkraj 1990-ih odrazila se i na Južnu Koreju, kad su došle do izražaja slabosti gospodarskoga sustava. Uz veliku pomoć MMF-a i financijske reforme kriza je prevladana, iako su smanjene stope gospodarskog rasta ostale pozitivne. 
BNP po stanovniku iznosi oko 35.000 USD, a više od 40 % otvaruje se u industriji što je među najvećim udjelima u svijetu. Važnost poljoprivrede se smanjuje, jednako po udjelu u zaposlenosti i u dohotku. Obrađuje se manje od 20 % površine zemlje, a glavni su problemi sustav zemljišne razdiobe koji je doveo do rascjepkanosti parcela i nedostatak radne snage u ostarjelim ruralnim sredinama. Glavni je usjev riža koja se uzgaja na polovici površine (na jugu i dvije žetve godišnje), zatim ostale žitarice (ječam, pšenica), soja, krumpir, grah i ostalo povrće, voće (agrumi – 7. u svijetu, jabuke, kruške, breskve, naranče), pamuk. U stočarstvu je najznačajnije svinjogojstvo. U proizvodnji hrane važno je ribarstvo (12. u svijetu), morsko ribarstvo daje oko 2/3 ukupnog, a razvijena je i akvakultura. Usprkos intenzivnom programu pošumljavanja Koreja proizvodi samo maleni dio potreba za drvom, a razvijena drvna industrija uvelike počiva na uvozu. 
Rudna bogatstva su ograničena, među najvažnijima su kameni ugljen (ali je Južna Koreja i dalje drugi najveći uvoznik), olovo i cink, grafit, nešto željezne rude, zlata i srebra, te vapnenac koji je važna sirovina u cementnoj industriji. Južna Koreja je velik potrošač energije. Iako su izgrađene mnogobrojne hidroelektrane, u proizvodnji električne struje sudjeluju s 1 %. Najvažnije su termoelektrane, nekad na ugljen, danas sve više na naftu, a oko 35 % proizvodi se u nuklearnim elektranama. Industrija je od početka bila izvozno orijentirana. Danas su među najvažnijim industrijama elektrotehnička i elektronička, posebice industrija telekomunikacijske opreme, računala, računalnih komponenti i zabavne elektronike, pri čemu je Samsung postao jedna od vodećih svjetskih tvrtki. Južna Koreja drugi je najveći proizvođač televizora i peti proizvođač osobnih automobila, sirova čelika i cementa te vodeća u svjetskoj brodogradnji. Ostale važne grane industrije su kemijska i petrokemijska (Južna Koreja je 7. svjetski potrošač nafte), strojarska, prehrambena i tekstilna. Glavnina bazne industrije locirana je na južnom priobalju, a prerađivačke u zapadnom, posebno oko Seoula. Intenzivan razvoj industrije ima i negativne posljedice, ponajprije jako onečišćenje (Južna Koreja je 9. u svijetu po emisiji CO2). Značenje turizma još je dosta malo, iako zemlju godišnje posjeti više od pet milijuna stranih turista. 
Vanjska je trgovina velika, a trgovinska bilanca pozitivna. Izvoze se elektrotehnički i elektronički uređaji, telekomunikacijska oprema, strojevi i vozila, željezo i čelik, brodovi, najviše u SAD, Japan, Kinu, JAR, Tajvan. Uvoze se industrijska oprema, nafta i derivati, ugljen, kemijski proizvodi, različite sirovine i prehrambeni proizvodi. Glavni partneri su: Japan, SAD, Kina, Saudijska Arabija, Njemačka, Australija. 
Usporedno s razvojem industrije razvijao se i prometni sustav. Nekoć dominantna željeznica (i u putničkom i u teretnom prometu) izgubila je primat iako je mreža dobro razvijena i velikim dijelom elektrificirana. Cestovna mreža, iako brzo građena, zaostaje za još bržom automobilizacijom pa se u gradskim regijama stvaraju gužve. Integracija u svj. gospodarstvo nije bila moguća bez razvoja zračnog i pom. prometa. Međunarodni aerodrom Seoul-Incheon 5. je u svijetu po teretnom prometu, a među 15 najvećih svjetskih morskih luka četiri su korejske: Kwangyang/Gwangyang, Ulsan, Incheon, i Pusan/Busan, svaka s prometom većim od 140 milijuna tona godišnje.

## Upravna podjela
Južna Koreja ima 8 pokrajina, posebnu samoupravnu pokrajinu, šest metropolitanskih gradova, jedan poseban samoupravni grad i jedan poseban (specijalan) grad.
- Poseban (specijalan) grad
  - Seoul
- Poseban samoupravni grad
  - Seongnam
- Metropolitanski gradovi
  - Busan
  - Daegu
  - Incheon
  - Daejeon
  - Gyeongju
  - Ulsan
- Pokrajine
  - Gyeonggi
  - Gangwon
  - Sjeverni Chungcheong
  - Južni Chungcheong
  - Sjeverna Jeolla
  - Južna Jeolla
  - Sjeverni Gyeongsang
  - Južni Gyeongsang
- Posebna samoupravna pokrajina
  - Jeju

## Vanjske poveznice
Sestrinski projekti
|  | Zajednički poslužitelj ima stranicu o temi Južna Koreja    |
|  | Zajednički poslužitelj ima još gradiva o temi Južna Koreja |
|  | Zajednički poslužitelj sadrži atlas Južne Koreje           |
|  | Wječnik ima rječničku natuknicu Južna Koreja               |